# Zdeněk Hess (lékař)
Zdeněk Hess (* 1. května 1973) je český lékař, vědec, odborný publicista a spisovatel, člen České pirátské strany od jejích počátků.

## Život
Vyrůstal na Rokycansku, později žil v Plzni. Vystudoval Lékařskou fakultu Univerzity Karlovy v Plzni a po jejím dokončení se stal doktorem medicíny. Poté nastoupil na doktorandské studium, které zakončil obhájením disertační práce a získal titul Ph.D. Dle textu z roku 2018 má německou aprobaci z interny, českou z praktického lékařství a připravuje se na německou atestaci z urgentní medicíny.
Pracoval na Interní klinice Fakultní nemocnice Plzeň a jako odborný asistent přednášel na Ústavu imunologie a alergologie v Plzni. Spolupracoval na výzkumných projektech s psychiatrickou i onkologickou klinikou FN Plzeň. Dále byl zaměstnán v Záchranné službě Plzeňského kraje na výjezdovém stanovišti v Rokycanech. V roce 2007 odešel pracovně do Německa, kde dodnes pracuje jako odborný lékař na interním oddělení, slouží na jednotce intenzivní péče a pohotovostní chirurgické ambulanci.
Od září 2014 polovičními podíly spolu s Jitkou Hessovou byli společníky Ordinace všeobecného praktického lékařství s.r.o. se sídlem v Mariánských Lázních a byli jejími jednateli, od dubna 2016 již je jediným společníkem a jednatelem. V této své společnosti působí jako vedoucí lékař ambulance.
Publikuje v řadě odborných medicínských časopisů včetně mezinárodních a přednáší na odborných lékařských kongresech. Podílel se na dvou odborných knihách. Dle profilu na webu své ordinace (2018) je autorem 27 odborných článků, z toho 4 v prestižních světových časopisech, několika kapitol v odborných medicínských knihách a 73 přednášek nebo posterů na odborných kongresech. Píše a někdy v malých nákladech vydává povídky a poezii (Extrémní vize, Introspektiv). Ve volném času se věnuje astrofotografii, teoretické fyzice a platonovské filosofii. Dle své prezentace na webu Pirátské strany i na webu své soukromé ordinace mluví anglicky, německy, španělsky, ovládá latinu a částečně ruštinu.
Uvádí, že začátkem roku 2018 se stal předsedou zdravotního výboru města Mariánské Lázně, město však existenci podobného výboru na svém webu neuvádí a Zdeňka Hesse neuvádí ani mezi zastupiteli, aby mohl být předsedou výboru zastupitelstva. V září 2017 jej však rada města schválila jako člena čtyřčlenné komise zdravotnictví; v seznamu komisí města však městský web existenci této komise neuvádí.
V roce 2010 byl u začátků České pirátské strany. Na webových stránkách karlovarské organizace strany je uveden v pořadí jako 28. ze 45 členů týmu jako člen strany a lékař, vědec, publicista, spisovatel. Pirátskou stranu považuje za aktuálně nejdemokratičtější stranu a sešlo se v ní podle něj hodně lidsky slušných lidí, kteří neprahnou po moci, ale po tom, aby ta země fungovala. Za Českou pirátskou stranu kandidoval v senátních volbách v roce 2018 za senátní obvod č. 8 Rokycansko. Jeho kandidaturu inciovali jeho kolegové, lékaři a záchranáři. Před volbami nabízel, že si bude vědět rady v horších dobách a případně v krizích, protože jako lékař je zvyklý mluvit o tom, že jsou zde rizika a nebezpečí, na které je možné se připravit a kterých se vyvarovat. Chtěl se věnovat nejen problémům zdravotnictví, o jejichž řešení měl, jak říkal, jasnou představu, ale také třeba problematice životního prostředí, například nedostatku vody. Se ziskem 12,01 % hlasů skončil na 5. místě.
Podle článku ze srpna 2018 je ženatý a má syna. K trvalému pobytu je hlášen v obci Drmoul, ležící v těsné blízkosti Mariánských Lázní, do dubna 2016 měla stejnou adresu i jeho tehdejší společnice ve firmě Jitka Hessová. Podle předvolebního vlastního článku ze srpna 2018 v Mešně staví dům pro své stárnoucí rodiče i pro svoji rodinu. Jeho aktuální chotí je Ing. Barbora Hess,[zdroj?] v jeho ordinaci pracuje jako administrativní pracovnice a asistentka.

## Publikační činnost
- Jan Vachek a kol.: Akutní stavy ve vnitřním lékařství, Maxdorf, 2018 (jeden ze 17 členů kolektivu spoluautorů[12], v katalogu Národní knihovny je však uvedeno jen 7 hlavních autorů)
- František Kabelák: Herbář hermetikův, Vodnář, 2011 (odborný dohled[zdroj?])
- ed. Petr Kaufner, Zdeněk Hess: Extrémní vize, Ason-klub Knihovny města Plzně spolu s New Atlantis Plzeň, 1997 (68 stran A5, náklad neuveden, mimo edici)[13] jinde citováni jako vydavatelé New Atlantis a Likestone, beletrie (není registrováno v katalogu NK ČR)
- Nádraží, Ason-klub Knihovny města Plzně, 1993, sbírka poezie (14 stran A6, 40 výtisků, ilustroval Martin Šimek)[13] (není registrováno v katalogu NK ČR)
- Introspektiv, Ason-klub Knihovny města Plzně, 1997, sbírka poezie (12 stran A6, dle katalogu NKČR 9 stran, 100 výtisků),[13]